# Freising
Freising (pol. hist. Fryzynga; łac. Frisinga; hist. Frigisinga, Freisingen, Freysing) – miasto powiatowe w Niemczech, w kraju związkowym Bawaria, w rejencji Górna Bawaria, w regionie Monachium, siedziba powiatu Freising. Leży ok. 33 km na północ od Monachium, nad rzeką Izarą. Miasto zamieszkuje 45 368 osób (31 grudnia 2011).
29 czerwca 1951 roku w tutejszej katedrze przyjął święcenia kapłańskie Joseph Ratzinger, późniejszy papież Benedykt XVI.
Z tego miasta pochodzi niemiecki zespół rockowy – RPWL.
Częściowo na terenie Freisinga znajduje się port lotniczy Monachium.
W mieście rozwinął się przemysł elektroniczny, maszynowy oraz browarniczy.

## Zabytki
- Katedra pw. św. Marii i św. Korbiniana (St. Maria u. St. Korbinian), konkatedra arcybiskupstwa Monachium i Freising, w kryptach znajdują się relikwie św. Korbiniana i szczątki św. Nonnosa,
- Kościół pw. św. Jerzego (St. Georg), pochodzący z 1250, przebudowany w stylu późnogotyckim w 1440. W latach 1679–1689 Antonio Riva zaprojektował i dobudował do głównej bryły 84-metrową barokową wieżę dzwonną.
- Bawarski Państwowy Browar Weihenstephan (Bayerische Staatsbrauerei Weihenstephan), najstarszy działający browar świata, pochodzący z 1040[2].
- ratusz z 1904
- muzeum Dombergmuseum, największe muzeum kościelne w Niemczech, znajdują się tutaj prace bawarskich artystów oraz dwa obrazy Rubensa (Wniebowzięcie NMP i Pokłon pasterzy)

## Demografia
Dane o ludności z 31 grudnia 2008:
| Opis                                | Ogółem | Ogółem | Kobiety | Kobiety | Mężczyźni | Mężczyźni |
| ----------------------------------- | ------ | ------ | ------- | ------- | --------- | --------- |
| Jednostka                           | osób   | %      | osób    | %       | osób      | %         |
| Populacja                           | 45 654 | 100    | 23 140  | 50,69   | 22 514    | 49,31     |
| Wiek przedprodukcyjny (0–17 lat)    | 7808   | 17,1   | 3815    | 8,36    | 3993      | 8,75      |
| Wiek produkcyjny (18–65 lat)        | 30 895 | 67,67  | 15 339  | 33,6    | 15 556    | 34,07     |
| Wiek poprodukcyjny (powyżej 65 lat) | 6951   | 15,23  | 3986    | 8,73    | 2965      | 6,49      |

## Polityka

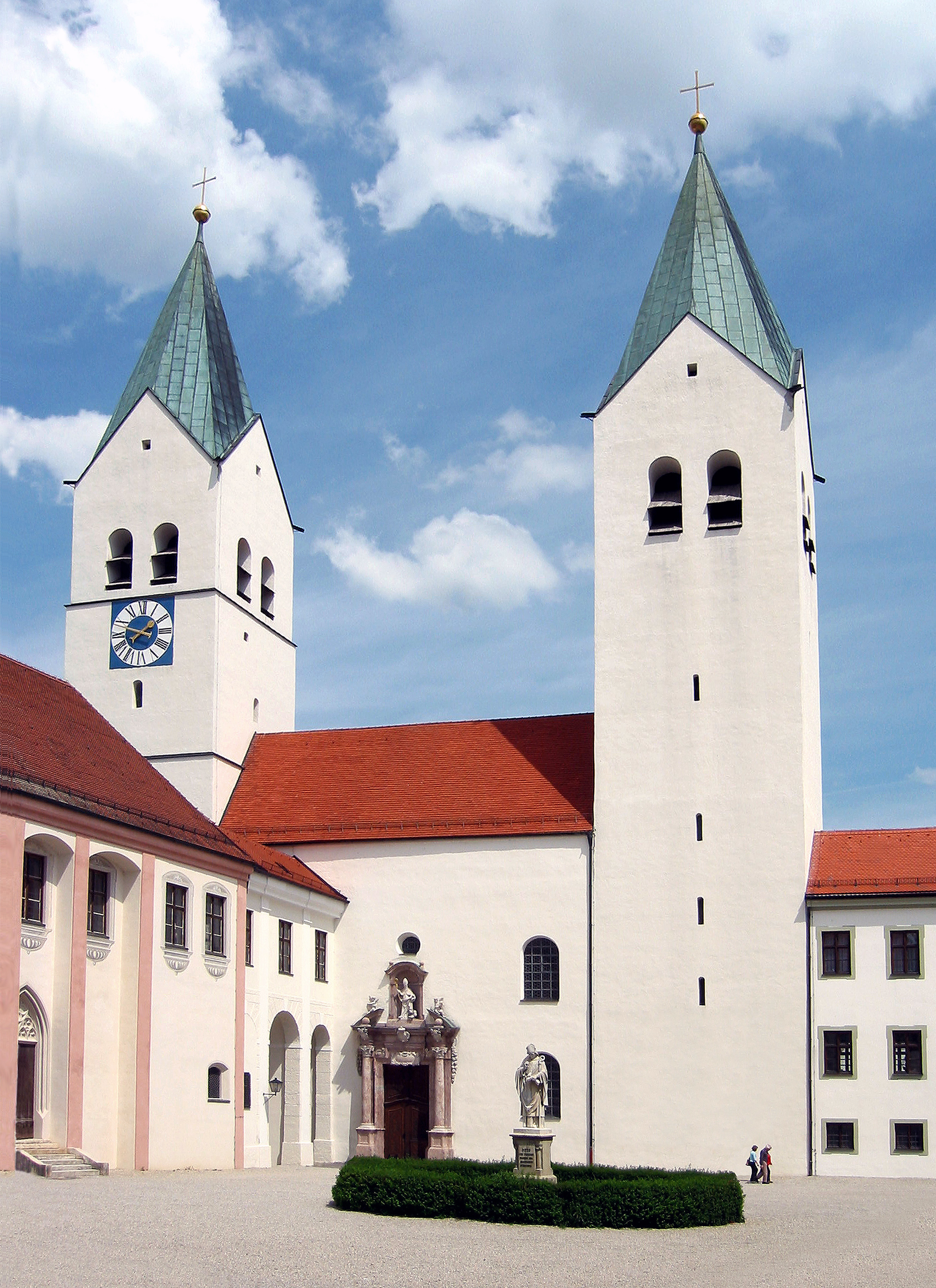
Katedra we Freising

Nadburmistrzem jest Tobias Eschenbacher.
|      | CSU | SPD | PFW | Zieloni | FDP | ödp | die Linke | Razem |
| 2008 | 11  | 6   | 8   | 9       | 1   | 3   | 2         | 40    |
| 2002 | 16  | 9   | 5   | 6       | 1   | 3   | –         | 40    |

## Współpraca
Miejscowości partnerskie:
- Arpajon, Francja od 1991
- Innichen, Włochy od 1969
- Maria Wörth, Austria od 1978
- Obervellach, Austria od 1963
- Škofja Loka, Słowenia od 2004
- Waidhofen an der Ybbs, Austria od 1986